# Pedro de Tordesillas
Pedro de Tordesillas fou un músic espanyol del segle xv. D'aquest compositor tan sols se'n sap que fou capellà de la reina catòlica l'1 de gener de 1499 amb 25.000 maravedísos de sou. Barbieri insereix en el seu Cancionero Musical de los siglos XV i XVI una composició d'aquest compositor.